# Kecamatan Ajibarang
Kecamatan Ajibarang är ett distrikt i Indonesien.   Det ligger i provinsen Jawa Tengah, i den västra delen av landet, 280 km sydost om huvudstaden Jakarta.